# Christoph Nonn
Christoph Nonn (né le 11 décembre 1964 à Leverkusen) est un historien allemand. Il est professeur d'histoire moderne à l'Université Heinrich-Heine de Düsseldorf depuis 2002.

## Biographie
De 1984 à 1989, Nonn étudie l'histoire, l'anglais et les sciences politiques à l'Université de Trèves et à l'Université de Warwick, au Royaume-Uni. Après le premier examen d'État en 1990, il obtient son doctorat à Trèves en 1993 sous la direction de Wolfgang Schieder (de) avec une thèse sur la protestation des consommateurs et le système des partis dans l'Allemagne wilhelmienne. De 1994 à 2000, il travaille comme assistant universitaire à l'Université de Cologne, où il obtient en 1999/2000 une habilitation en histoire moderne et récente (La crise minière de la Ruhr. Désindustrialisation et politique 1958-1969). Il participe ensuite à l'organisation et à la coordination de l'évaluation des dossiers de réparation en tant que chef de projet pour le fonds du travail forcé de la Jewish Claims Conference. En 2001/2002, il est boursier Heisenberg (de) de la Fondation allemande pour la recherche.
Depuis le semestre d'hiver 2002/2003, il est professeur d'histoire moderne à l'université Heinrich-Heine de Düsseldorf, succédant à Kurt Düwell (de). Nonn est président du cercle de Brauweiler pour l'histoire régionale et contemporaine (de) et rédacteur en chef du magazine Geschichte im Westen (de), il est co-rédacteur en chef des Düsseldorfer Schriften zur Landesgeschichte et des minutes du cabinet du gouvernement de l'État de Rhénanie-du-Nord-Westphalie.
Nonn publie un aperçu de l'histoire de la Rhénanie-du-Nord-Westphalie en 2009. Deux ans plus tard, il publie une histoire des migrations de Rhénanie-du-Nord-Westphalie. En 2018, il publie une histoire environnementale de la Rhénanie-du-Nord-Westphalie. Il publie également une introduction à l'histoire des XIXe et XXe siècles, qui est réimprimée à plusieurs reprises.
En 2013, Nonn présente la première étude biographique sur l'historien Theodor Schieder. Pour la première fois, Nonn évalue de manière exhaustive le vaste domaine de Schieder et de nombreux autres fonds d'archives. Le rôle de Schieder dans le national-socialisme a déjà suscité des débats houleux lors de la Journée des historiens de Francfort (de) en 1998. Le récit de Nonn ravive le débat. Peu de temps après la publication de la biographie, une controverse surgit entre Nonn et Peter Schöttler. Ingo Haar (de) déclare que la représentation de Nonn est "embellie au lieu d'être belle". Alors que Haar et Schöttler considèrent Schieder comme un "cerveau de l'anéantissement", les études de Nonn Schieder indiquent qu'il n'a aucun statut influent dans la pratique politique. Son soi-disant "Mémorandum Pologne" d'octobre 1939 n'est donc "pas un 'précurseur direct du Plan général Est'". Indirectement, cependant, Schieder « est très impliqué dans la politique nazie inhumaine et meurtrière » : « Parce que sa voix fait partie du chœur polyphonique qui créé une mentalité qui légitime et radicalise une telle politique. D'autres critiques reconnaissent la biographie de Nonn comme un ouvrage standard.
En 2015, Nonn publie une biographie d'Otto von Bismarck. Nonn place le travail politique de Bismarck dans le contexte international. Il voit sa représentation comme une "biographie européenne de Bismarck" qui accorde "plus d'attention aux voies de développement alternatives" qu'auparavant. Son jugement sur Bismarck est tout à fait critique. Il veut relativiser le mythe de Bismarck en tant que « grand homme ». Dans sa conclusion il juge : « Bismarck n'est pas un génie. Il est un diplomate doué et réussit raisonnablement en tant que homme politique national. Selon Nonn, c'est « moins la politique de Bismarck qui détermine le cours des événements. Au contraire, le cours des événements détermine sa politique ». Car Bismarck "met des choses au monde sans les avoir créées".
Nonn vit à Sarrebourg avec sa femme et ses deux filles. En 1987, lui et sa future épouse commencent comme acteurs amateurs dans une troupe de théâtre dirigée par des étudiants anglais à l'Université de Trèves. Depuis 1995 environ, tous deux dirigent ce qui est maintenant connu sous le nom de troupe de théâtre anglais de Trèves (de). Nonn agit et se dirige lui-même. En moyenne, une ou deux pièces sont jouées chaque année, depuis plusieurs années maintenant au centre culturel TuFa (de) à Trèves.

## Publications
monographies
- Verbraucherprotest und Parteiensystem im wilhelminischen Deutschland (= Beiträge zur Geschichte des Parlamentarismus und der politischen Parteien. Band 107). Droste, Düsseldorf 1996,  (ISBN 3-7700-5196-3) (Zugleich: Trier, Universität, Dissertation, 1993).
- Die Ruhrbergbaukrise. Entindustrialisierung und Politik 1958–1969 (= Kritische Studien zur Geschichtswissenschaft. Band 149). Vandenhoeck & Ruprecht, Göttingen 2001,  (ISBN 3-525-35164-X) (Zugleich: Köln, Universität, Habilitationsschrift, 2000).
- Eine Stadt sucht einen Mörder. Gerücht, Gewalt und Antisemitismus im Kaiserreich. Vandenhoeck & Ruprecht, Göttingen 2002,  (ISBN 3-525-36267-6).
- Antisemitismus. Wissenschaftliche Buchgesellschaft, Darmstadt 2008,  (ISBN 978-3-534-20085-6).
- Geschichte Nordrhein-Westfalens (= Beck’sche Reihe. Band 2610). Beck, München 2009,  (ISBN 978-3-406-58343-8).
- Kleine Migrationsgeschichte von Nordrhein-Westfalen. Greven, Köln 2011,  (ISBN 978-3-7743-0479-6).
- Theodor Schieder. Ein bürgerlicher Historiker im 20. Jahrhundert (= Schriften des Bundesarchivs. Band 73). Droste, Düsseldorf 2013,  (ISBN 978-3-7700-1629-7).
- Das 19. und 20. Jahrhundert. (= UTB. Band 2942). 3., durchgesehene Auflage. Schöningh, Paderborn 2014,  (ISBN 978-3-8252-4045-5).
- Bismarck. Ein Preuße und sein Jahrhundert. Beck, München 2015,  (ISBN 978-3-406-67589-8).
- Das Deutsche Kaiserreich. Von der Gründung bis zum Untergang (= Beck’sche Reihe. Band 2870). Beck, München 2017,  (ISBN 978-3-406-70802-2).
- Umweltgeschichte von Nordrhein-Westfalen. Greven, Köln 2018,  (ISBN 978-3-7743-0691-2).
- 12 Tage und ein halbes Jahrhundert. Eine Geschichte des deutschen Kaiserreichs, 1871–1918. Beck, München 2020,  (ISBN 978-3-406-75569-9).

rédactions
- mit Tobias Winnerling: Eine andere deutsche Geschichte 1517–2017. Was wäre wenn ... Schöningh, Paderborn 2017,  (ISBN 978-3-506-78788-0).
- Wie Demokratien enden. Von Athen bis zu Putins Russland. Schöningh, Paderborn 2020,  (ISBN 978-3-506-70445-0).